# سیارک ۹۰۷۰
سیارک ۹۰۷۰ (به انگلیسی: 9070 Ensab، نامگذاری:1993OZ2) نه هزار و هفتادمین سیارک کشف شده‌است که در ۲۳ ژوئیه ۱۹۹۳ کشف شد.
قدر مطلق سیارک برابر ۱۴٫۷۰ است.